# 富田村 (栃木県)
富田村（とみたむら）は、栃木県の南西部、足利郡に属していた村。現在の足利市富田地区にあたる。
村名は「豊穣な良質米を産出する田地が多く富み栄えてゐると云ふ意味」で名付けたものとされる。地理的に足利郡(足利市)と安蘇郡(佐野市)の境界に位置するため、どちらの郡あるいは市に属するかが何度も争われてきたが、最終的には足利市へ編入された。

## 地理
- 河川：渡良瀬川、旗川、出流川、尾名川
- 山：大小山(鷹巣山)
- 鉄道：両毛線・赤見軽便鉄道　富田駅・稲岡駅
- 道路：旧国道50号

## 歴史
- 1889年（明治22年）4月1日 町村制施行により周辺7村（駒場村、迫間村、奥戸村、西場村、稲岡村、多田木村、寺岡村）が合併し足利郡富田村が成立する。
- 1891年（明治24年）3月2日 第1回帝国議会にて、島田太郎提出の安蘇郡への郡換に関する議事が可決される。[2]
  - 12月9日、栃木県議会で議案が満場一致で否決されたことを受け、県議会から内務大臣品川弥二郎宛に、「歴史的に足利郡に属し、地理的にも交通至便なので編入する理由がどこにあるのか理解できない」という趣旨で撤回を求める建議書が送られる。[3]
- 1893年（明治26年）2月18日 両毛鉄道の駅として富田駅開業。
- 1900年（明治33年）12月19日 大字奥戸を含めた地域の「鉱毒被害地救済にかかる意見書」を内務省へ提出。
- 1901年（明治34年）5月12日 半数改選選挙実施。
  - 8月29日 選挙結果について、足利郡参事会が無効裁決を可決する。
  - 12月20日 栃木県参事会が選挙結果無効採決を取り消す。同日多田木郵便局が設置される。
  - このころ大字奥戸に鉱毒土が堆積。
- 1907年（明治40年）6月19日 法務省令第20号で佐野区裁判所富田出張所の設置が公布される。7月1日施行。
- 1910年（明治43年）10月21日 大字迫間字本郷と大字西場字向の保安林指定が解除される。
- 1911年（明治44年）8月17日 逓信省令第827号で多田木郵便局を富田郵便局へ改称する旨が告示される。
- 1913年（大正2年）6月19日 赤見軽便鉄道が免許取得。
- 1915年（大正4年）4月28日 同鉄道開業。
- 1916年（大正5年）2月7日 村是を制定。紀元節に合わせ2月11日に奉告。
- 1923年（大正12年）関東大震災の影響で樋管が破損する被害。
- 1927年（昭和2年）10月20日 赤見軽便鉄道廃止。
- 1934年（昭和9年）11月11日 昭和天皇が岡崎山野外統監所へ行幸。錦旗を掲げる。
- 1947年（昭和22年）4月1日 富田中学校創立。
- 9月16日 カスリーン台風による豪雨で約130戸が浸水、両毛線が断絶する被害[4]。
- 1954年（昭和29年）記録的な冷害となり減収。栃木県が合併計画を公布。佐野市との合併が予定される。
- 1956年（昭和31年） 健康優良児が男女1名ずつ選出される。
- 1957年（昭和32年）12月7日 土金二郎村長が小沢利吉ら6村議を名誉棄損で起訴する。以前村議が村長に対し背任、横領、公文書偽造の罪で告訴したものの不起訴となったことに対する反撃であった。12月11日には村議らから不服申し立てが行われている。
  - 12月8日に佐野合併派が村民大会を、12月9日に足利合併派が合併完遂期成同盟発会式を挙行。
- 1958年（昭和33年）1月28日 消防団長 小沢利吉、副団長 保足祐治・増田佐一が、合併を巡る騒動の責任を取り辞表を提出。
  - 2月7日 村議会議長ら7名が合併を巡る住民投票の実施を県へ陳情。
  - 5月10日 大字稲岡西根西山の西山観音堂木像1体が県重要文化財に指定される。
- 1959年（昭和34年）4月1日 足利市へ編入され消滅。これにより足利郡内の村はすべて消滅した。

## 行政
歴代村長・村議会議長
| 氏名       | 在任期間               | 住所地 （大字） |
| ---------- | ---------------------- | --------------- |
| 増田染一郎 | 1890年6月 - 1891年3月  | 多田木          |
| 阿部伊十郎 | 1891年6月 - 1895年3月  | 多田木          |
| 武井喜三郎 | 1895年4月 - 1897年6月  | 稲岡            |
| 武井富三郎 | 1897年6月 - 1898年4月  | 稲岡            |
| 武井勇太郎 | 1898年6月 - 11月       | 稲岡            |
| 阿部伊十郎 | 1899年1月 - 不明       | 多田木          |
| 武井藤太郎 | 1903年1月 - 1909年7月  | 駒場            |
| 嶋田太良吉 | 1909年11月 - 12月      | 稲岡            |
| 豊田竹治郎 | 1910年2月 - 1913年3月  | 稲岡            |
| 武井喜三郎 | 1913年3月 - 1919年12月 | 稲岡            |
| 小貫茂三郎 | 1920年4月 - 8月        | 西場            |
| 土金規平   | 1920年9月 - 1926年2月  | 稲岡            |
| 小倉利一郎 | 1926年3月 - 1930年6月  | 稲岡            |
| 嶋田軍蔵   | 1930年6月 - 1941年6月  | 寺岡            |
| 小貫荒次郎 | 1941年7月 - 1944年2月  | 西場            |
| 湯沢信一郎 | 1944年3月 - 1946年11月 | 駒場            |
| 武井藤太郎 | 1947年4月 - 1951年4月  | 駒場            |
| 土金二郎   | 1951年3月 - 不明       | 稲岡            |

| 氏名       | 在任期間               | 住所地 （大字） |
| ---------- | ---------------------- | --------------- |
| 武井藤太郎 | 1946年11月 - 1947年4月 | 駒場            |
| 土金二郎   | 1947年5月 - 1951年4月  | 稲岡            |
| 大川常造   | 1951年5月 - 1953年5月  | 西場            |
| 亀田包三郎 | 1953年5月 - 不明       | 多田木          |

## 教育
- 富田村立富田小学校
- 富田村立富田中学校